# 广东省东莞监狱
东莞监狱位于中国广东省东莞市石龙镇。

## 历史
根据劳改研究基金会的资料，东莞监狱于1988年11月以石龙监狱名义成立，1995年更名为现名。
此后，监狱范围不断扩展，目前占据了位于东江上的新洲岛屿的大部分区域。

## 犯人情况
监狱内的罪犯都是来自东南亚、中东、非洲的49个国家和地区的外籍人士。包括但不限于巴基斯坦、伊朗、乌干达、尼泊尔、新加坡、中国香港、尼日利亚、中国台湾、新西兰、中国澳门、德国、菲律宾、泰国、马来西亚、加纳、尼泊尔、埃及、俄罗斯。于1996年首次关押外国籍犯人。

## 生活条件与强迫劳动
据报道，东莞监狱的犯人被迫从事制造产品的劳动，且经常遭受殴打。2013年，部分前囚犯对《澳洲金融評論報》表示，他们被强制生产一次性耳机，供大型航空公司使用，每月仅获得约0.85英镑的报酬。如未达生产指标，将会被殴打、电击，或被单独禁闭。
同样地，德国《明镜周刊》于2019年采访了多名前囚犯，他们描述了监狱内过度拥挤及夏季酷热的生活环境。一名前德国囚犯称，囚犯们每周工作六到七天，每天九小时，生产保时捷模型汽车、新秀丽品牌的行李箱锁和变压器。多名前囚犯还描述了遭受酷刑，包括长时间被绑在“老虎凳”上和电击等虐待。

## 服刑人员
- 彭建东（James Pang） – 澳大利亚商人，1993年被中国政府从葡属澳门绑架，1997年转押至青浦监狱。[9][需要較佳来源]
- 陈萌 – 音乐家，因泄露中国政府海外异议人士黑名单而入狱[10]
- Danny Cancian – 新西兰商人，2008年11月关押-2012年11月释放[11]
- Jean Montret – 法国公民，2009年9月关押-2010年12月移交至法國[12]
- Robert Rother – 德国商人，2011年5月关押-2018年12月获释[13][需要較佳来源]
- 吴植辉（Matthew Ng） – 澳大利亚商人 [14]
- 劉馬車 – 香港网红，因猥褻兒童罪入獄，2016年3月关押-2018年9月释放[15]